# آسیاب گل گل ۱
آسیاب گل گل ۱ مربوط به دوره صفوی است و در شهرستان پل‌دختر، بخش مرکزی، دهستان ملاوی، ۲/۲ کیلومتری شمال غرب روستای گل گل علیا واقع شده و این اثر در تاریخ ۲۲ آبان ۱۳۸۶ با شمارهٔ ثبت ۲۰۱۱۷ به‌عنوان یکی از آثار ملی ایران به ثبت رسیده است.